# Gauloises-Enten

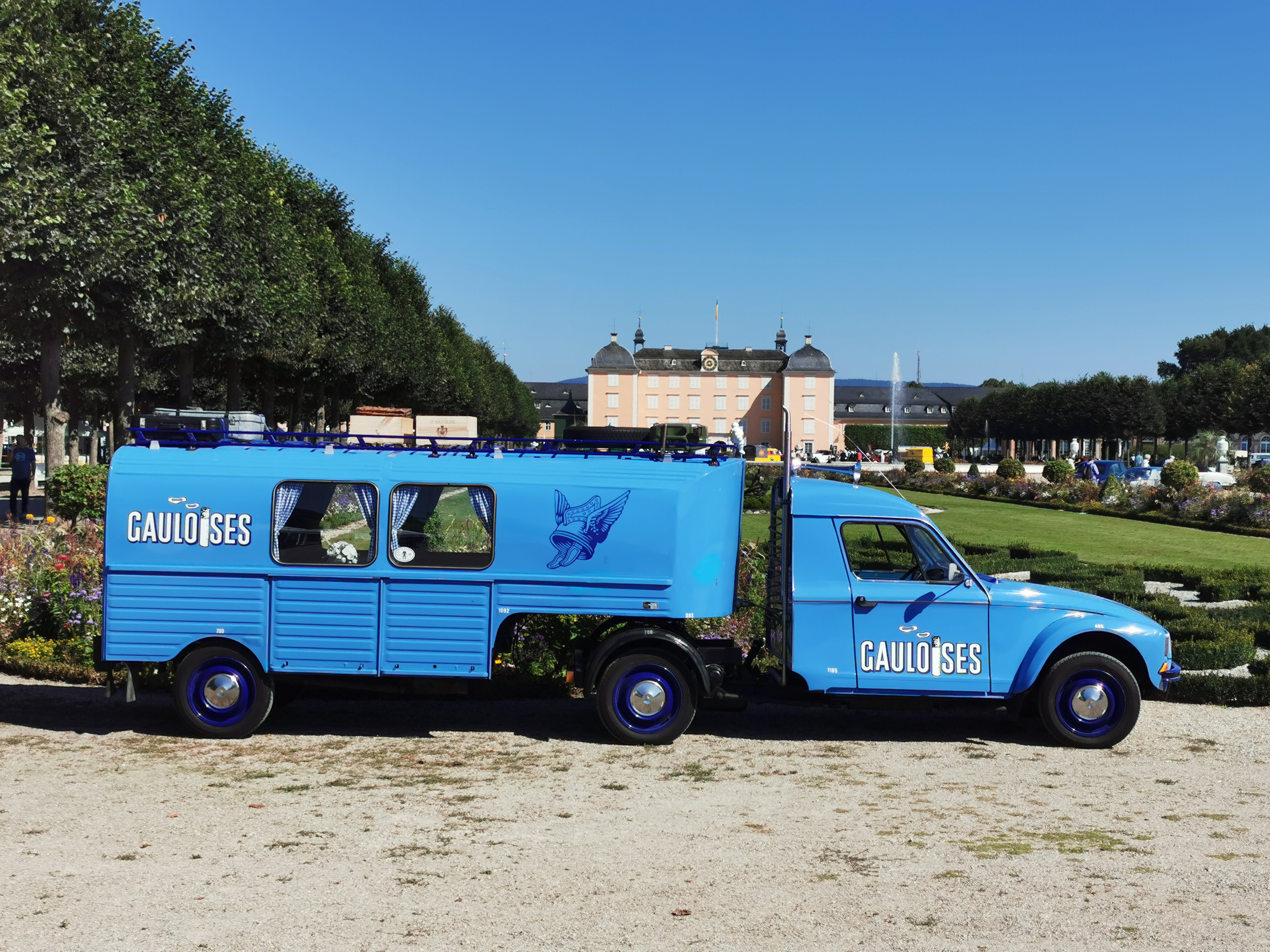
Gauloises-Truck, 3. Platz Classic-Gala Schwetzingen 2021

Gauloises-Enten sind Einzelstücke von Citroën. Sie wurden ab 1981 von der Zigarettenmarke Gauloises in Auftrag gegeben, zu Werbezwecken verwendet oder als Gewinne der jährlichen Gauloises-Preisausschreiben ausgelobt.

## Beginn der Kampagnen
Die Zusammenarbeit von Gauloises und Citroën begann im Jahr 1974. Die British American Tobacco (BAT) vertrieb in Deutschland Gauloises-Zigaretten unter Lizenz und hatte die Münchner Agentur Heye & Partner (heute: Heye GmbH) mit diversen Kampagnen beauftragt. Einer der Agenturgründer war ein großer Citroën-Fan und besaß fünf Citroën Traction Avant, bekannt auch, je nach Motorisierung, als 7CV, 11CV oder 15CV. Wegen ihres optischen Erscheinungsbilds war die Citroën Traction in Filmen als Gangsterlimousine bekannt geworden und war auch Bestandteil diverser Comics. Die Agentur brachte die fünf Fahrzeuge in die Kampagne ein, ließ sie blau umlackieren und mit dem Gauloises-Schriftzug versehen. In der Folge entstanden, finanziert von Citroën Deutschland, zahlreiche Enten-Versionen und Einzelstücke.

## Basismodelle
Als Basis für die 1981 gestartete Kampagne der Gauloises-Enten verwendete man aber aktuelle Modelle wie 2CV, Dyane oder Acadiane. Sie wurden aus der Serienproduktion genommen und bei der Citroën-Niederlassung Hamburg-Süd speziell ausgestattet und lackiert.

## Sondermodell Truck

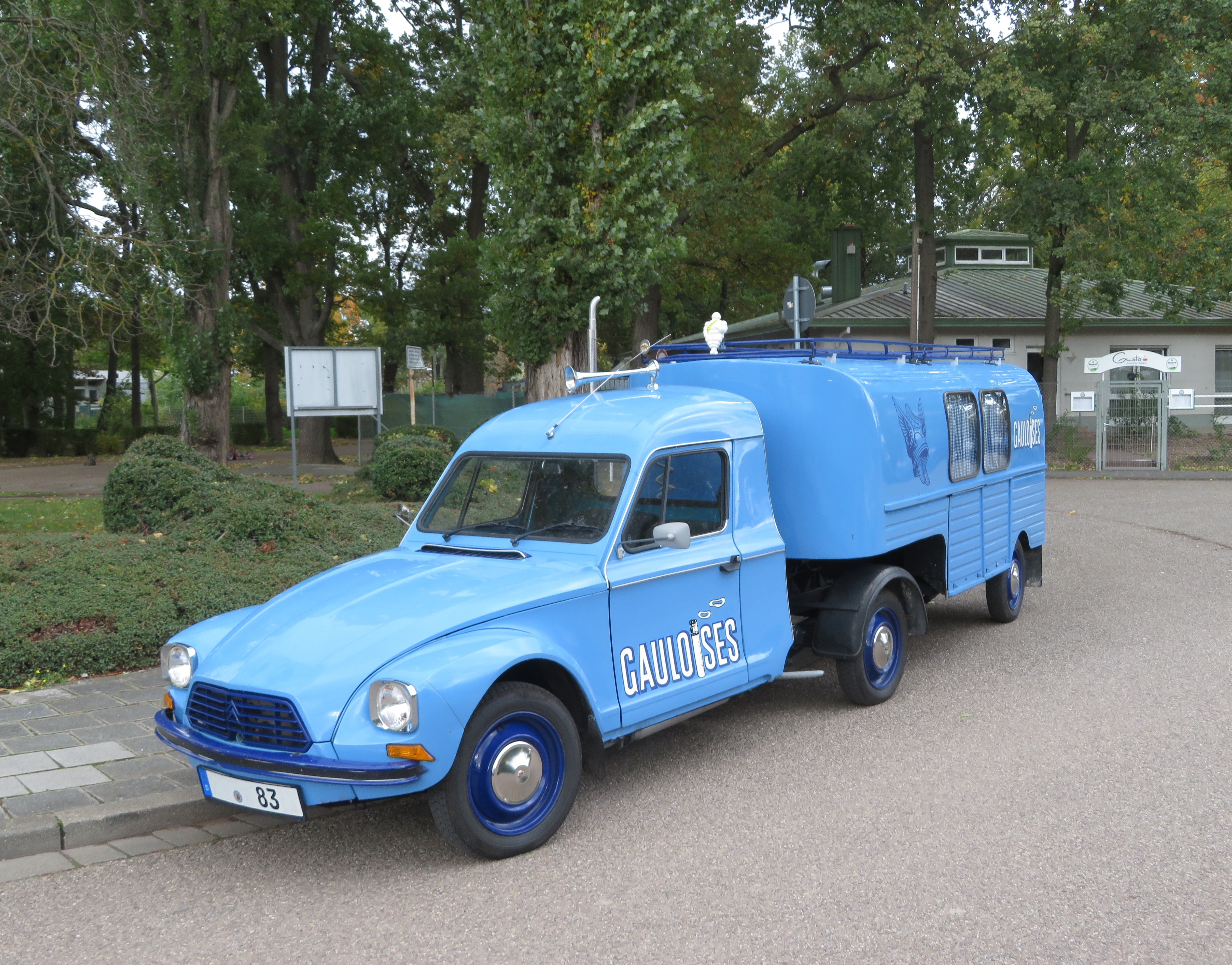
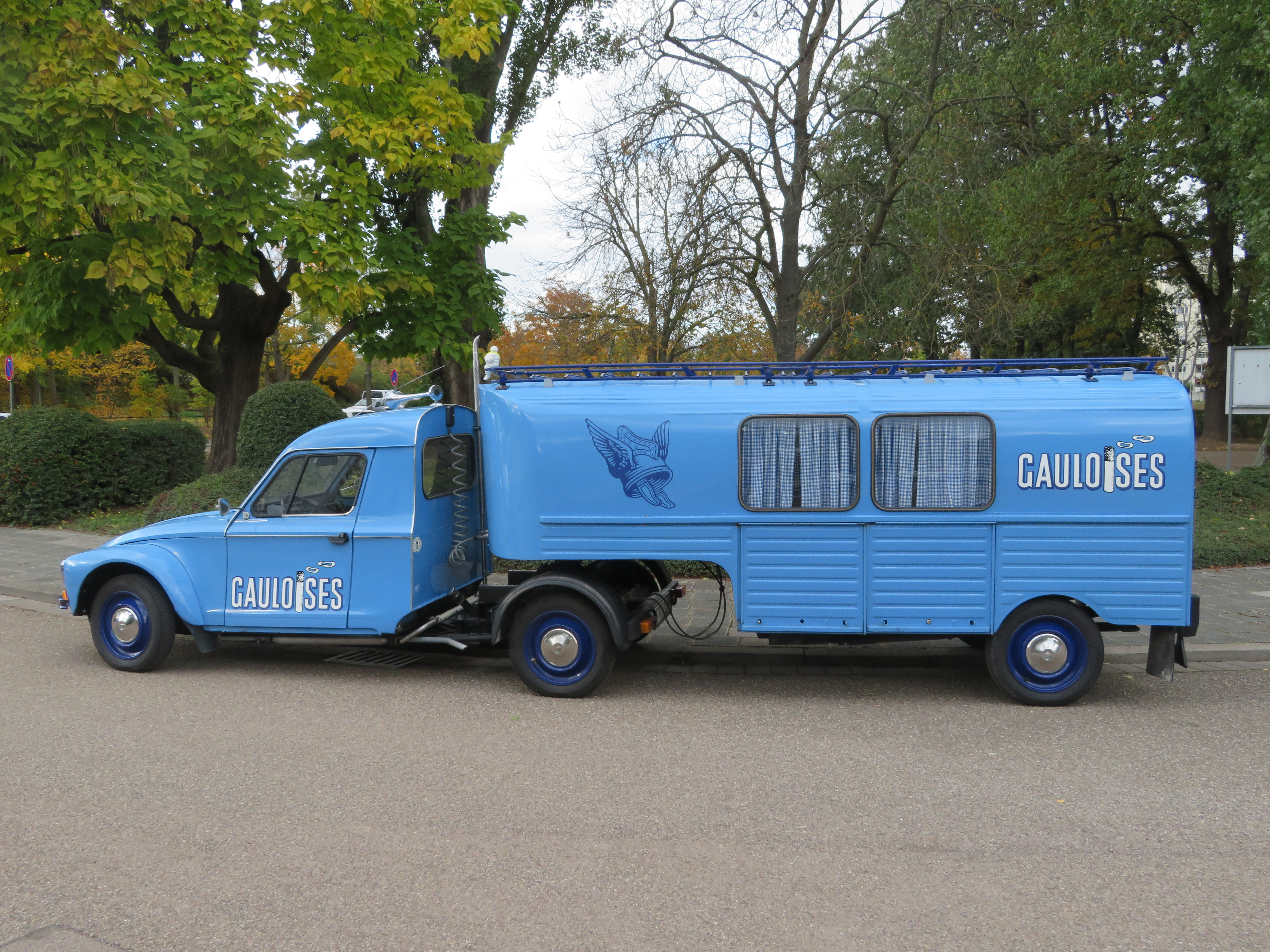
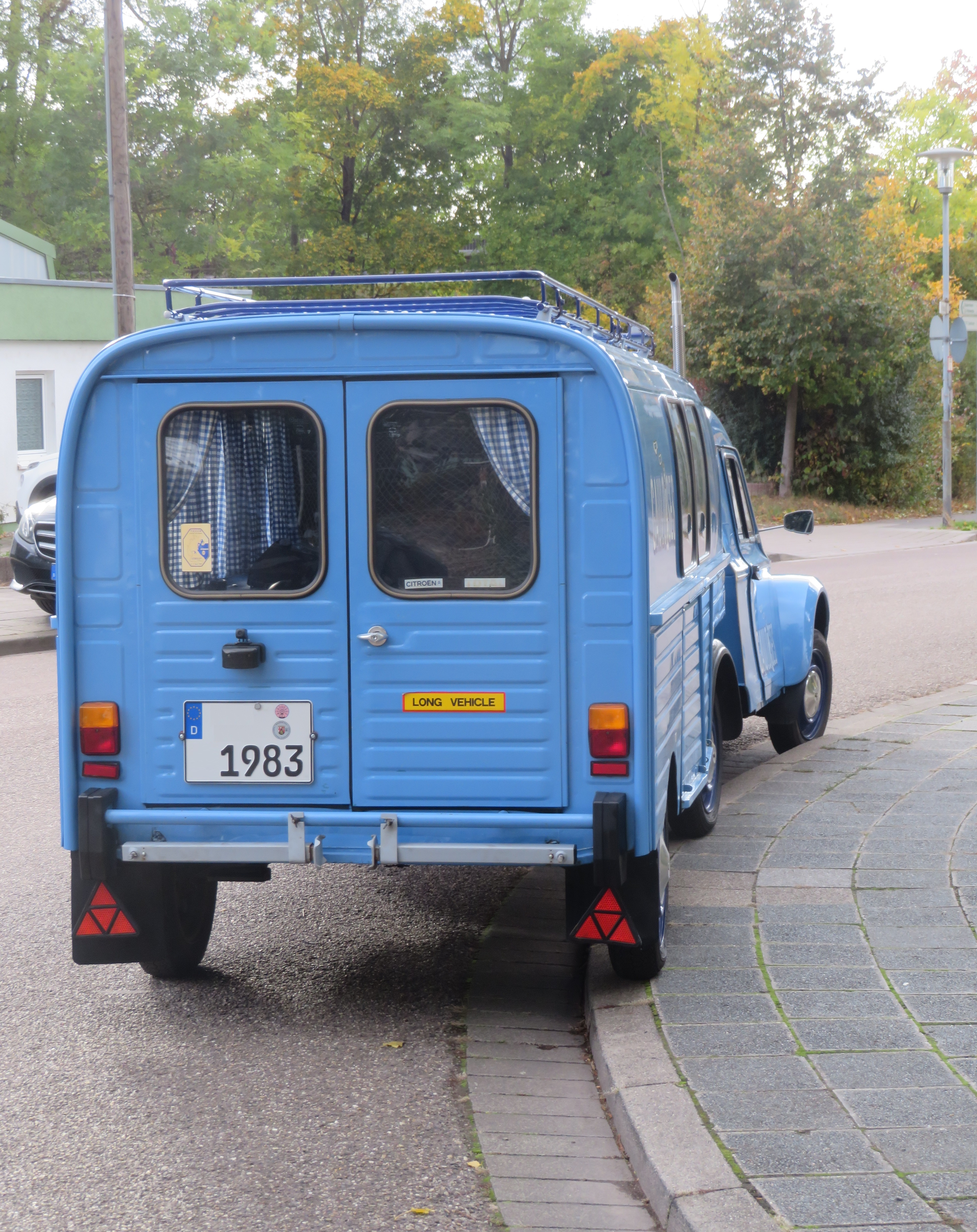

Ein besonderes Modell war der „Truck“ von 1983: eine halbierte Acadiane mit Sattelauflieger-Aufnahme (Sattelkupplung). Der Auflieger bestand aus zwei zusammengeschweißten Acadianen. Der Gauloises-Truck hat ein zulässiges Gesamtgewicht von nur 1,02 Tonnen. Dennoch forderte die Zulassungsbehörde ein drittes Bremssystem, das über ein viertes Pedal im Fußraum der Zugmaschine bedient wurde.
Der Preis für die Umrüstung betrug im Jahr 1983 38.000 DM. Im Jahr 1987 verkaufte der Gewinner des Preisausschreibens den Gauloises-Truck nach Süddeutschland. In den folgenden 33 Jahren wurde das Fahrzeug noch zweimal weiterverkauft. Aktuell ist er im Rhein-Neckar-Raum mit einem H-Kennzeichen zugelassen und fahrtauglich.
Im Rahmen der Classic-Gala Schwetzingen wurde der Truck mit dem 3. Platz des Classic-Gala Collectors Choice ausgezeichnet.
Von den insgesamt 31 Gauloises-Sondermodellen sind neben dem Truck noch zwei weitere Modelle (Pick-up, Mini-Ente) in Deutschland zugelassen. Über den Verbleib der übrigen 28 Modelle gibt es keine gesicherten Informationen.
Im Sommer 2022 berichtete der Südwestrundfunk (SWR) im Rahmen der Landesschau über den Truck (Titel: „der Enten-LKW“).

## Bücher
- Reichert, Nikolaus.: Der 2 CV : d. grosse Entenbuch. Motorbuch-Verlag, Stuttgart 1984, ISBN 3-87943-984-2.
- Clemens Losch: Das Entenhandbuch für Fortgeschrittene. G.Frech Verlag, Sprockhövel.